# Jean-Pierre Stijnen
Jean-Pierre "Jempi" Stijnen (5 mei 1951) is een voormalig Belgisch voetballer. Hij is de vader van eveneens voormalig voetballer Stijn Stijnen.

## Carrière
Op 19-jarige leeftijd trad Stijnen aan bij toenmalig derklasser KSC Hasselt. In 1975 trok hij naar Berchem Sport, dat toen aantrad in de eerste klasse. Na amper één seizoen op het hoogste niveau degradeerde hij met de Antwerpse club naar de tweede klasse, waar het twee seizoenen zou verblijven. Na het winnen van de eindronde in 1977/78 tegen AS Oostende, KSK Tongeren en AA Gent promoveerde het opnieuw naar de hoogste afdeling. Stijnen bleef nadien nog twee seizoenen bij Berchem, om in 1981 naar Sint-Truidense VV te gaan.In eerste klasse speelde Jempi 105 wedstrijden en scoorde éénmaal.